# Victor (Idaho)
Victor é uma cidade localizada no estado americano de Idaho, no Condado de Teton.

## Demografia
Segundo o censo americano de 2000, a sua população era de 840 habitantes.
Em 2006, foi estimada uma população de 1454, um aumento de 614 (73.1%).

## Geografia
De acordo com o United States Census Bureau tem uma área de
3,4 km², dos quais 3,4 km² cobertos por terra e 0,0 km² cobertos por água. Victor localiza-se a aproximadamente 1934 m acima do nível do mar.

## Localidades na vizinhança
O diagrama seguinte representa as localidades num raio de 36 km ao redor de Victor.